# Acteurs japonais : exercice de la perruque
Pour plus de détails, voir Fiche technique et Distribution.
Acteurs japonais : exercice de la perruque, est un film documentaire muet réalisé par François-Constant Girel en 1897 et produit par la Société Lumière. 

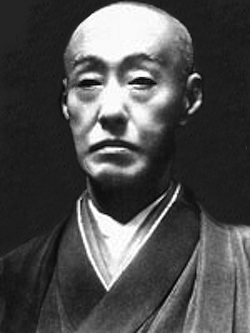
Ganjirō Nakamura I, le personnage central du film

## Description
Un homme exécute la danse du lion pour chasser les mauvais esprits. Deux autres personnages jouent le rôle desdits mauvais esprits.

## Remarque
La danse du lion est en fait un ancien rituel japonais qui consiste à agiter la crinière d'un masque de lion pour chasser les mauvais esprits. Le personnage central qui exécute la danse est l'acteur de théâtre Ganjirō Nakamura (première génération) bien connu en son temps.

## Fiche technique
- Titre : Acteurs japonais : exercice de la perruque
- Titre original : Acteurs japonais : exercice de la perruque
- Réalisation : François-Constant Girel
- Production : Société Lumière
- Lieu de tournage : Osaka (Empire du Japon)
- Pays d'origine :  Empire du Japon
- Vue no  : 977[a]
- Genre : Documentaire
- Format : Court métrage - Muet - Noir et blanc
- Durée : 52 s
- Date de réalisation : 1897
- Dates de sortie :
  -  France : 21 janvier 1900 à Lyon

## Distribution
- Ganjirō Nakamura I (ja) : Personnage central